# Tetanocera brevisetosa
Tetanocera brevisetosa är en tvåvingeart som beskrevs av Frey 1924. Tetanocera brevisetosa ingår i släktet Tetanocera och familjen kärrflugor.
Artens utbredningsområde är Alaska. Inga underarter finns listade i Catalogue of Life.